# Microsoft BizSpark
Microsoft BizSpark là một chương trình phần mềm của hãng Microsoft nhằm mục đích trợ giúp và cấp phép miễn phí các sản phẩm chọn lọc của Microsoft thông qua MSDN áp dụng cho giới doanh nhân phần mềm và công ty khởi nghiệp. Chương trình này đem lại lợi ích và đặc quyền cho những thành viên được chọn với thời hạn là ba năm. Microsoft cho ra mắt BizSpark One vào năm 2009 dưới dạng dịch vụ nâng cao dành cho công ty khởi nghiệp được chọn. BizSpark chính thức ngừng hoạt động vào ngày 14 tháng 2 năm 2018.